# Jean Liron
Jean Liron (* 11. November 1665 in Chartres; † 9. Februar 1749 in Le Mans) war ein französischer Benediktiner, Historiker, Philologe und Romanist.

## Leben und Werk
Dom Liron wirkte als Archivar und Bibliothekar der Benediktiner, dann der Mauriner,  in Paris, Kloster Marmoutier (Tours) und im Kloster Saint-Vincent in Le Mans. Dort war er Ordensbruder von Antoine Rivet de La Grange. Die Romanistik kennt ihn als Autor eines Textes von 1738 über den lateinischen Ursprung der französischen Sprache, der zum Auslöser einer Kontroverse wurde, in der Pierre-Alexandre Levesque de La Ravalière durch sein hartnäckiges Leugnen dieser Tatsache die Gelehrtenkollegen zur klaren Beweisführung zwang.

## Werke
- Bibliothèque générale des auteurs de France. Livre premier, contenant la Bibliothèque chartraine ou le Traité des auteurs et des hommes illustres de l’ancien diocèse de Chartres qui ont laissé quelques monuments à la postérité, ou qui ont excellé dans les beaux Arts, avec le catalogue de leurs ouvrages, le dénombrement des différentes éditions qui en ont été faites, et un jugement sur plusieurs des mêmes ouvrages. Index, Paris 1719; u. d. T. Bibliothèque chartraine, Genf 1971
- Singularités historiques et littéraires, contenant plusieurs recherches, découvertes et éclaircissements sur un grand nombre de difficultés de l’histoire ancienne et moderne, 4 Bde., Paris 1738–1740 (in Bd. 2, 1738, S. 103–133 : « De l’origine de la langue françoise. Dissertation où on recherche en quel temps elle a commencé à devenir vulgaire »)
- Traité historique et critique des auteurs de cette province et de leurs ouvrages, hrsg. von Camille Ballu, Nantes 1897